# Gaial
El gaial (Bos frontalis), també conegut com a mithun, és un gran boví semidomesticat distribuït al nord-est de l'Índia, Bangladesh, Birmània i el nord de Yunnan, Xina.
Aquest bòvid, en funció de la literatura consultada, rep la categoria d'espècie (Bos frontalis) o de subespècie del gaur (Bos gaurus frontalis). Les classificacions més recents consideren el Bos frontalis i el Bos gaurus com la mateixa espècie, utilitzant Bos frontalis com el nom específic i Bos gaurus com una sinonímia; per això també es pot trobar al gaial identificat com la subespècie Bos frontalis frontalis.
Aquesta varietat mig domesticada viu sobretot en la província d'Assam. Aquest animal es diferencia per la seva menor grandària, amb una altura del mascle de 1,5 metres a la creu, sent la femella una mica menor. Les seves banyes són més llargues i baixes, disposades en la part anterior del cap, en una posició baixa i distants entre si, que es dirigeixen cap a l'exterior sense corbar, còniques. La coloració és variable encara que gairebé sempre similar al del gaur; freqüentment són de color negres amb les potes blanques, semblants a mitjons, i la cua és com una mata de pèl. Les femelles i les cries són més de color marrons que no pas negres.
Durant el dia viuen lliures a la selva i tornen als poblats dels seus amos a la nit. Es crien per la seva carn i llet, tot i que tradicionalment no se'ls muny; també s'utilitzen com a moneda en el pagament de la núvia. Durant el mandat britànic sobre l'Índia es va provar d'encreuar mascles del gaial amb vaques angleses, produint uns híbrids de bestiar boví que produís molta més carn que qualsevol dels seus progenitors.

## Informació general
Viu en ramats que estan formats principalment de femelles i joves guiats per un únic mascle.
- Mesura fins a 3,3 metres de llarg.
- Pesa fins a 1 tona.
- El seu hàbitat són les selves i boscos tropicals.
- Viu a Malàisia, i des de l'Índia fins a Indoxina.

## Característiques
El gaial difereix en diversos detalls importants del gaur. És una mica menor, amb les extremitats proporcionalment més curtes. La cresta en la part posterior està menys desenvolupada i els mascles tenen una papada més gran a la gola. El cap és més curt i més àmpli, amb un front perfectament pla i una línia recta entre les bases de les banyes. Les banyes gruixudes i voluminoses són menys aplanades i molt menys corbades que en el gaur, que s'estenen gairebé directament cap a l'exterior des dels costats del cap, i es corben una mica cap amunt en les puntes, però sense cap inclinació cap a l'interior. Les seves extremitats estan per tant molt més separades que en el gaur. La gaial femella és molt més petita que el mascle, i té la papada tot just a la gola. El color de la pell del cap i el cos és marró negrós en els dos sexes, i la part inferior de les extremitats són de color blanc o groguenc. Les banyes són de color negrós uniforme des de la base fins a la punta. Alguns gaials domesticats tenen diferents colors, mentre que altres són completament blancs.

## Distribució i hàbitat

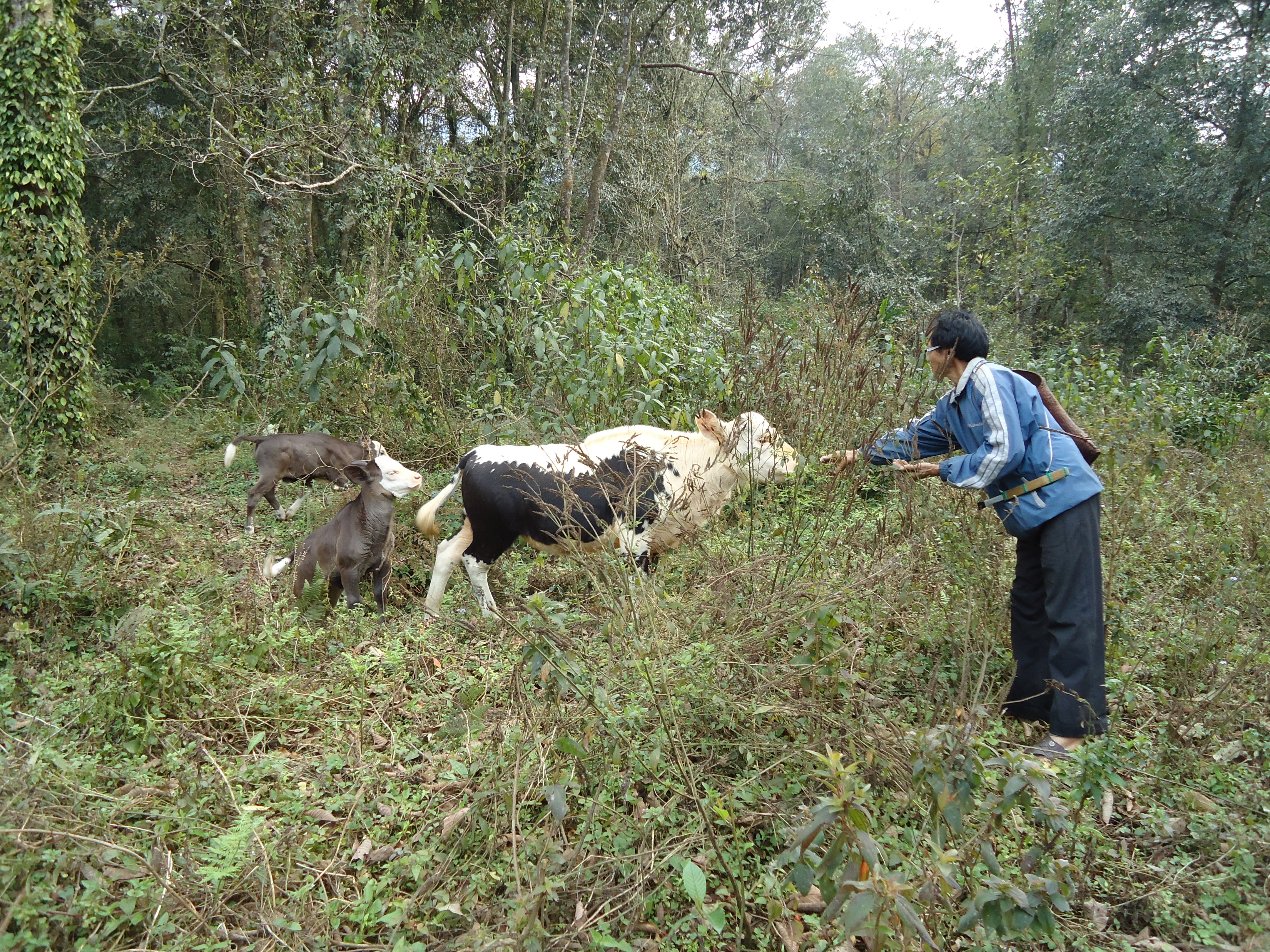
Gaials sent alimentats amb sal en Arunachal Pradesh

Gaials són essencialment habitants de turons i boscos. A l'Índia, els gaials semidomesticats són mantinguts per diversos grups ètnics que viuen als turons de Tripura, Mizoram, Assam, Arunachal Pradesh, i Nagaland. També hi ha gaials semidomesticats en Chittagong Hills Tracts, al nord de Birmània en l'Estat de Kachin. En el costat de Yunnan es troben només en les conques del Trung (en xinès, 独龙河) i del riu Salween.
En Nagaland, els animals es mantenen semisalvatge i viuen en ramats, sent vigilats per cuidadors especials assignats pels habitants dels pobles o pel propietari del ramat. Responen a una botzina que utilitza el cuidador o l'amo per cridar-los. Des del naixement fins al moment de la matança o de la seva venta al mercat, el gaial roman al ramat i gairebé sempre deambulen a través dels boscos.

El paper del gaial és fonamental per a la vida de molts residents d'aquestes àrees, incloent els transhumants que s'aparellen la cura del gaial amb la collita de palma de sagú:

## Taxonomia
En la seva primera descripció de 1804, Aylmer Bourke Lambert aplica el binomial Bos frontalis per a un espècimen domèstic, probablement de Chittagong.
En 2003, la Comissió Internacional de Nomenclatura Zoològica fixa el primer nom específic disponible sobre una població silvestre que el nom d'aquesta espècie silvestre era vàlida en virtut de ser datada anteriorment amb un nom basat en una forma domèstica. La majoria dels autors han adoptat el binomial Bos frontalis de les espècies domèstiques com a vàlid per al tàxon.
L'anàlisi filogenètic corrobora l'avaluació taxonòmica que el gaial és una espècie independent de Bos, originada pel matrillinatge del gaur, zebú i el bou.

## En la cultura popular

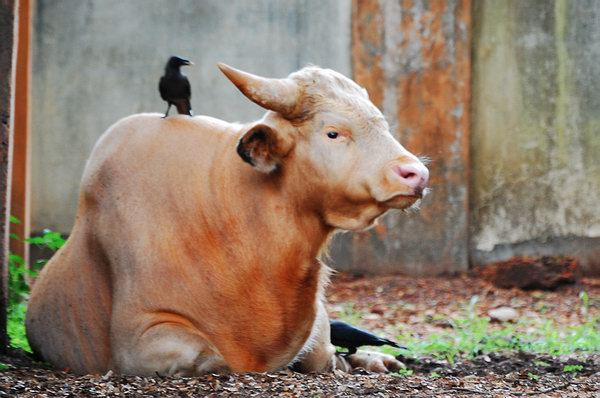
Un gaial en el Zoològic de Thrissur, Índia

Per als Idu Mishmi, el poble Nyishi o els Adis, la possessió de gaials és la mesura tradicional de la riquesa d'una família. Els gaials no es munyen ni es posen a treballar, però es tenen cura d'ells mentre pasturen al bosc fins que són sacrificats ritualment o morts per al consum local. Els gaials són salvatges i cada família té una marca pròpia, com un tall a l'orella.
El gaial és l'animal de l'estat d'Arunachal Pradesh i de Nagaland. Els gaials tenen un paper important en la vida social de les persones en Arunachal Pradesh. Els matrimonis no són fixos fins que la família del nuvi dona almenys un gaial a la casa de la núvia.
Quan es deixen els gaials al bosc, solen romandre dins d'un perímetre petit. Les femelles són generalment agressives quan estan acompanyades dels vedells, i hi ha casos coneguts de persones que s'han vist greument ferides després de ser atacades per una femella. Els mascles solen ser més dòcils.

## National Research Centre on Mithun
El National Research Centre on Mithum (Centre Nacional d'Investigació sobre el mithun) es va establir en Jharnapani, Dimapur, Nagaland-797106 virtut del Consell Indi de Recerca Agrícola.